# Фантастика близького прицілу

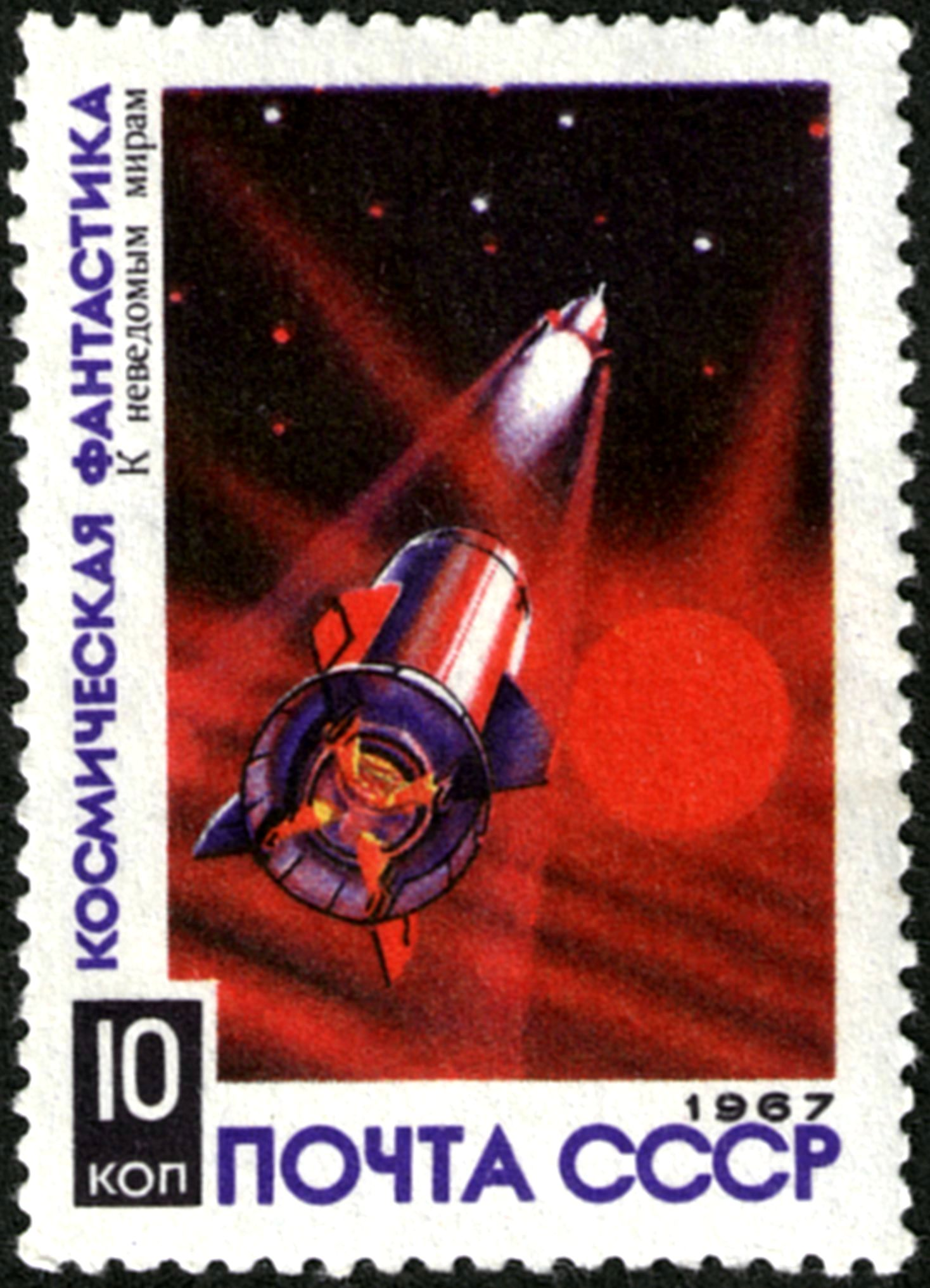
До невідомих світів. Радянська марка 1967 року. Художник: Андрій Соколов (1931—2007)

Фанта́стика бли́зького приці́лу — піджанр жорсткої науково-фантастичної літератури, твори якої написані в рамках концепції «реальної фантастики».
Відповідно до цієї концепції, сформульованої групою радянських критиків і письменників у конці 1940-х — початку 1950-х років, головним завданням фантастичної літератури є популяризація досягнень сучасної радянської науки і техніки та їх розвитку в найближчому майбутньому. Для фантастики цього напрямку характерним є інтерес до науково-технічних подробиць, слабка психологічна проробка образів героїв, які мають у творі другорядне значення. Як правило, дія творів відбувається в недалекому майбутньому і зосереджується навколо опису винаходів, корисних для народного господарства.

Сам термін «фантастика близького прицілу» — полемічного походження, та виник не пізніше початку 1960-х років.
У цьому ж значенні вживався й термін «теорія межі», рідше — «ближня фантастика» або «фантастика ближньої межі».
Апологетами цього напрямку фантастики були критик С. Іванов та письменник Володимир Нємцов, у рамках «ближнього прицілу» писали Вадим Охотников, Віктор Сапарін, Григорій Адамов та ряд інших письменників. У кінці 1950-х, разом із ідеологічним потеплінням та приходом у радянську фантастику нових авторів, та особливо після публікації «Туманності Андромеди» Івана Єфремова, відбувся відхід від цієї концепції, хоча ідеологічна боротьба між її прихильниками та супротивниками продовжувалась і пізніше.
Остання атака на «дальній приціл» здійснена у грудні 1960 року на Об'єднаному пленумі Правлінь Спілки Письменників РРФСР, Московського и Ленінградського відділів Спілки Письменників РРФСР, учасники якого (Олег Коряков, Сергій Сартаков, Володимир Нємцов) у наказовій формі вказували на «ідеологічну шкоду» космічної фантастики, «яка відводить від дійсності». Їх опонентами виявились при цьому такі достатньо консервативні письменники як Олександр Казанцев, Микола Томан, Георгій Тушкан. Претензії «близького прицілу» на ведучу роль у радянській фантастиці були остаточно поховані після польоту Гагаріна.
У повісті Миколи Томана «Невідома земля» (1965) персонаж (письменник-фантаст) кидає фразу, яка лаконічно характеризує увесь напрямок:
«Невже ви забули, яке жалюгідне становище мала наша фантастика у період культу, коли фантазувати дозволялось виключно в межах п'ятирічного плану народного господарства…»
Оригінальний текст (рос.)
Забыли вы разве, какое жалкое существование влачила наша фантастика в период культа, когда фантазировать дозволялось только в пределах пятилетнего плана народного хозяйства…
Іронічний опис творів «близького прицілу» міститься в епізоді «подорожі в описуване майбутнє» з повісті «Понеділок починається в суботу» братів Стругацьких:
«У більшості, щоправда, ці люди були якимись нереальними, значно менш реальними, чим могутні, складні, майже безшумні механізми. Так що, коли такий механізм випадково наїзджав на людину, зіткнення не відбувалось. Машини мало мене зацікавлювали, напевно тому, що на лобовій броні кожної з них сидів натхненний до напівпрозорості винахідник, просторікуючи про будову та призначення свого дітища. Винахідників ніхто не слухав, проте вони, здається, ні до кого особливо й не звертались.»}}
Оригінальний текст (рос.)
В большинстве своём, правда, эти люди были какие-то нереальные, гораздо менее реальные, чем могучие, сложные, почти бесшумные механизмы. Так что, когда такой механизм случайно наезжал на человека, столкновения не происходило. Машины мало меня заинтересовали, наверное, потому, что на лобовой броне у каждой сидел вдохновенный до полупрозрачности изобретатель, пространно объяснявший устройство и назначение своего детища. Изобретателей никто не слушал, да они, кажется, ни к кому в особенности и не обращались.
.
У вузькому значенні під терміном мається на увазі саме радянська фантастика недалекого прицілу у часі та масштабах та переважно невисокого літературного рівня зі згаданими характеристиками, проте у широкому розумінні до категорії «фантастики близького прицілу» відносять і твори сучасних авторів, як пострадянських країн, так і з далекого зарубіжжя, написані в жанрі «жорсткої наукової фантастики» та присвячені опису науки і техніки недалекого майбутнього.